# نیکولای بوداروسکی
نیکولای بوداروسکی (انگلیسی: Nikolai Bodarevsky; ۲۴ نوامبر ۱۸۵۰ – ۱۹۲۴) نقاش اهل امپراتوری روسیه بود.